# Ⅎ
Cette page contient des caractères spéciaux ou non latins. S’ils s’affichent mal (▯, ?, etc.), consultez la page d’aide Unicode.
Ⅎ ⅎ, le digamma renversé, est une lettre latine, introduite dans l'alphabet latin par Claude, pour représenter la consonne [v] ou la semi-voyelle [w] afin que le V  soit uniquement utilisé comme voyelle. Cette lettre s'appelle en latin digamma inversum et fait partie des lettres claudiennes.

## Histoire
Selon Friedrich Georg Mohl, ‹ Ⅎ › proviendrait de la lettre vé ‹ 𐌅 › de l’alphabet osque, représentant un consonne fricative bilabiale, plutôt que de la lettre grecque digamma ‹ Ϝ ›.

## Représentation informatique
Cette lettre possède les représentations Unicode suivantes :
- Capitale Ⅎ : U+2132 (TURNED CAPITAL F) ;
- Minuscule ⅎ : U+214E (TURNED SMALL F).